# Lycosa tarantula
Lycosa tarantula is een spinnensoort uit de familie van de wolfspinnen (Lycosidae).
De wetenschappelijke naam werd gepubliceerd in 1758 door Linnaeus in de tiende editie van Systema naturae.